# Syllepte monoleuca
Syllepte monoleuca là một loài bướm đêm trong họ Crambidae.